# Brevik (Suède)
Pour les articles homonymes, voir Brevik.
Brevik est une localité de Suède dans la commune de Lidingö située dans le comté de Stockholm.
Sa population était de 5 850 habitants en 2019.